# عجوه (سرده)
عجوه (نام علمی: Halothamnus) نام یک سرده از تیره تاج‌خروسیان است.

## نگارخانه

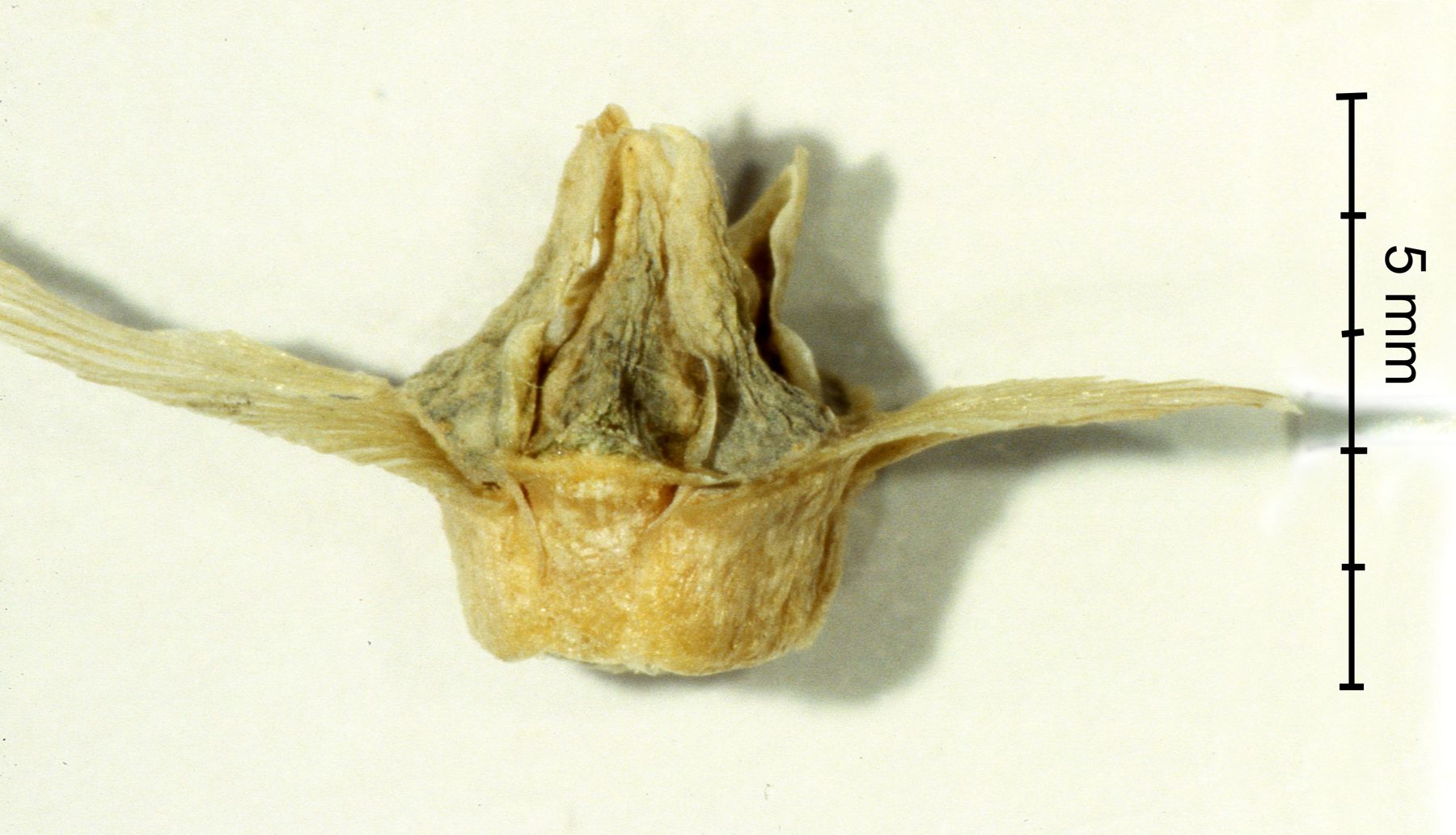
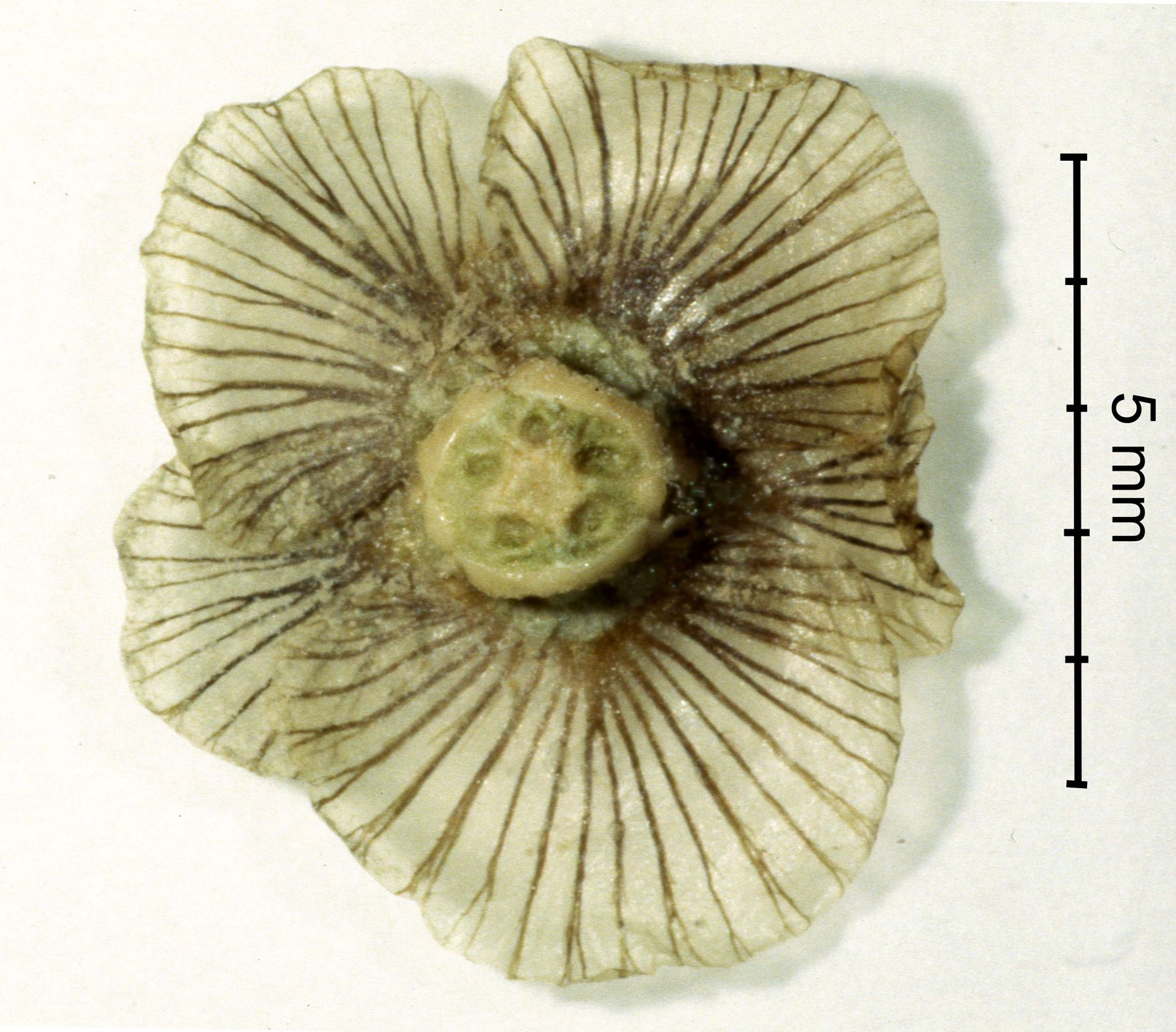